# Dawsonita
La dawsonita es un mineral de la clase de los minerales carbonatos y nitratos. Fue descubierto en 1874 durante la construcción del Museo Redpath en un dique de feldespato en el campus de la Universidad McGill en la isla de Montreal, Canadá. Lleva el nombre del geólogo canadiense sir John William Dawson (1820-1899), 

## Formación y yacimientos

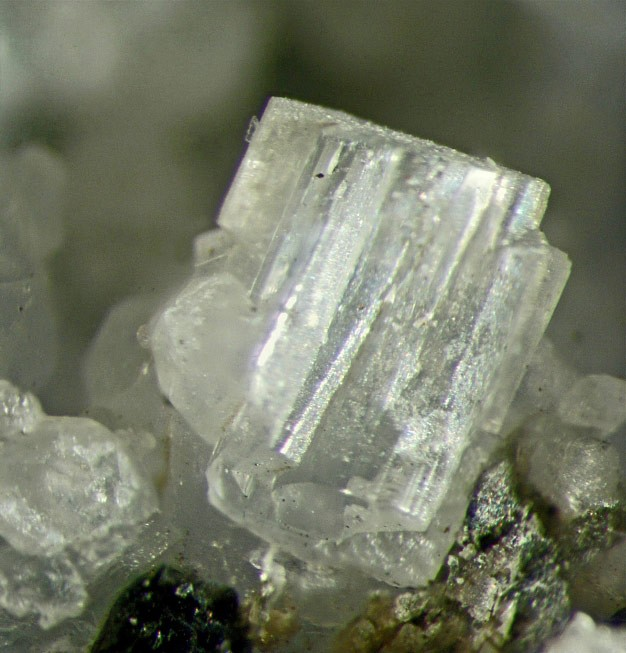
Dawsonita

Se puede encontrar en sienitas nefelíticas, como mineral primario en esquistos alcalinos y rocas de caja de yacimientos de carbón, así como en suelos salinos en tobas nefelíticas.
Normalmente aparece asociado a los siguientes minerales: cuarzo, pirita, fluorita, dolomita, calcita y barita.